# Holstorp
Holstorp är en småort i Västra Tunhems socken i Vänersborgs kommun belägen på den bördiga Tunhemsslätten, 6 km söder om Vargön och 8 km nordost om Trollhättan. Holstorp hette fram till 2007 Hol, men bytte namn för att undvika förväxling med andra orter, SCB använder dock fortfarande namnet Hol i sin statistik.